# كره الرب
كره الرب هو مصطلح يدل على كره الله أو الآلهة ويعود أصل الكلمة باللغة الإنكليزية (Misotheism) إلى اللغة اليونانية. تعتبر بعض حالات الشرك في الله أن أقوى طريقة لمعاقبة الآلهة هي التوقف عن عبادتهم. وهكذا، فقد قال بطل قصة ملحمة هرافنكل التي جرت أحداثها في القرن العاشر عندما أُحرق معبده وأصبح عبدًا: «أعتقد أنه من الحماقة الإيمان بالآلهة»، وعُرف عدم تقديم الأضاحي في هذه الملاحم بالإلحاد.
يقول جاكوب غريم في كتابه الأساطير التوتونية ما يلي: «من المثير للإعجاب أن الأسطورة النوردية القديمة تذكر في بعض الأحيان رجالاً معينين بدؤوا بالإشمئزاز التام والشك في إيمانهم الوثني، هذا الشيء الذي جعلهم يصبّون اعتمادهم على قوتهم وفضائلهم».
تصاعدت وجهات النظر في مذهب الموحّدين حول عدالة الإله فيما يخص الشيطان. يوجد مثال أدبي شهير يدل على وجود أمثلة لكارهي الإله منذ سبعينيات القرن التاسع عشر وهي قصة بروميثيوس التي كتبها الأديب الألماني غوته.
يوجد أيضًا مفهومٌ آخر ذو صلة بالمفاهيم السابقة هو مفهوم الإله السيئ حيث يعتقد حلفاء هذه المفهوم أن الإله ليس جيدًا بالمطلق وأنه على الأرجح شرير. الآلهة المخادعة الموجودة في مذهب المشركين غالباً ما تكون آلهة سيئة، فمثلًا الإله إيشو هو إله محتال من أكبر المجموعات العرقية التي تدعى اليوروبا الذي شجع على العنف بين مجموعتين من الناس فقط من أجل التسلية قائلًا «التسبب في النزاع هو قمة فرحتي.»
العديد من الآلهة المشرِكة منذ عصور ما قبل التاريخ أجمعن على أنهم ليسوا جيدين ولا أشرار أو أنهم جيدين وأشرار في نفس الوقت، وهكذا يستخدم مفهوم الإله السيئ في إشارة إلى إله اليهودية المسيحية.
المفهوم التاريخي المشابه لمفهوم الإله السيئ هو مفهوم «الشيطان الخبيث» المأخوذ من تأملات رينيه ديكارت في الفلسفة الأولى التي فُسِّرت من قبل النقاد البروتستانت أن الله يُظهر نية خبيثة.

## علم المصطلحات
- كره الرب: ظهر مفهوم كره الرب لأول مرة في قاموس في عام 1907،[3] وظهرت الكلمة الإنكليزية لهذا المفهوم ككلمة غير مبتكرة استخدمها توماس دي كوينسي في عام 1846. بالمعنى الدقيق للكلمة، يشير المصطلح إلى موقف تجاه الآلهة (كالكراهية) بدلاً من الاعتراف بطبيعتها.

قال برنارد شوايزر في عام 2002: "يبدوا أن المفردات الإنكليزية تفتقر إلى كلمة مناسبة توصّف حالة الكراهية المطلقة للإله على الرغم من أن التاريخ سجل عددًا من الكارهين الذين يعتقدون أن مصطلح "misotheism" هو المصطلح الحقيقي والمبتكر.
أوضح شوايزر عندما طُبِّق المصطلح على كتاب فيليب بولمان الذي يدعى «مواده الداكنة» (His Dark Materials) أنه لا يعني بأن يحمل المصطلح الدلالات السلبية لمفهوم الكره البشري قائلًا: «بالنسبة لي، تدل الكلمة على المواقف التي تؤكد الإنسانية والشجاعة على تحدي القوى التي تحكم الكون»
- مفهوم الإله السيئ: يدل مفهوم الإله السيئ على الإيمان بوجود الله ولكنه ليس جيدًا تمامًا أو أنه قد يكون شريرًا، بالإضافة إلى أن المفهوم المعاكس هو الإيمان المطلق مما يعني الاعتقاد بأن الله موجود وجيد كليًا. وفقا للبروفيسور كونز «مفهوم الإله الخيّر هو أطروحة أن الله موجود وجيد تمامًا، بينما مفهوم الإله السيئ هو أن الله موجود أيضًا لكنه ليس جيدًا بالمطلق». لا يقدّم المؤمنون بمفهوم الإله السيئ هذا المفهوم من مبدأ كره الإله، بل يقدمونه من مبدأ أن الله لا يبالي أو معادي للإنسانية.[5]
- الإله الشرير: يشير هذا المفهوم المستوحى من أطروحة تيم ماروني عن الإيمان بحقد الله، فقال: «حتى لو كان الإله المذكور في الكتاب المقدس موجودًا، فهو لا يصلح للعبادة بسبب معاييره الأخلاقية الهابطة». يستخدم هذا المصطلح في لعبة "Role-playing Games" للدليل على وجود قوة إلهية شريرة.
- العدميون: يشكّل هذا المفهوم معارضة مباشرة لمفهوم التوحيد، ويتجلى بشكل عام على أنه يعارض فكرة الإيمان بإله أكثر من معارضته للآلهة نفسها مما يجعلها أكثر ارتباطًا باللادينية. على الرغم من أن البوذية تُعتبر بشكل عام ديانة بغض النظر من وضعها من الاحترام من الموحّدين الذين يعتبرونها ليست مستقرّة.

```
ليس من الضروري أن يكون العدميون يصدقون بأحد الآلهة لكنهم يقفون ضد أي دين توحيدي. إن هذا التعريف يدل على رفض التوحيد بغض النظر إذا كان هذا أتباعه يؤمنون بأي إله معين. لا يعني هذا المفهوم أن العدميون يرفضون وجود إله خالق، فإن هذه اللأفكار تدل على وجود إله وحاجة هذا الإله ليعبد ويؤمن به. 
```

- الثنائية: إن بعض أشكال الثنائية تؤكد على أن الإله الذي يعبده الناس هو في الواقع محتال شرير، لكن وجود إله خيِّر حقيقي يستحق أن يسمى «الله» وهو موجود خارج هذا العالم. وهكذا، يعتقد الغنوصيين المعروفين بذوي المعرفة أن الإله الذي يعبده اليهود والفلاسفة الوثنيون اليونانيون والمسيحيون كان حقًا خالقًا شريرًا أو عقيمًا كان يقف بيننا وبين ألوهية حقيقية أعظم منه، وصوّرته بعض الشعوب في عهد الإنجيل القديم على أنه خالق خبيث.

## اللاهوتية
تنشأ التكهنات حول مفهوم الإله الشرير بدءاً من أخذ مشكلة الشر بعين الاعتبار، ومسألة سماح الإله الذي من المفترض أنه كلي القدرة، وكلي العلم، وهادف للخير بوجود الشر في العالم. يشير كونز إلى أن هذه مسألة تخص اللاهوتيين لأن المؤمنين بوجود إله شرير لن تشكّل أمامهم عقبة في طريق إيمانهم. في الواقع، لا يواجه المؤمنون بالإله الشرير أيّة مشكلة لأن خيارهم الوحيد يدل على استجابة ثابتة ومتقبّلة لمشكلة الشر.
يستنتج كونز أن مسألة اللاهوتية التي تؤكد على الخير الإلهي الموجود على الرغم من التناقض الظاهر في مسألة الشر لا تشكل تحديًا لجميع أنواع الإيمان مما يعني أن مشكلة الشر لا تشكّل تناقضًا لشخص يؤمن بأن الله موجود لكنه ليس من الضرورة أن يكون جيدًا.
يأخذ هذا الإستنتاج ضمنيًا القرن الأول لمعضلة إيوثيفرو مؤكداً استقلال الأخلاق الصالحة والشريرة عند الله (كما هو تعريف الله في الإيمان التوحيدي). ظهر مفهوم «الخير» تاريخيًا كمفهوم مطلق بالتوازي مع مفهوم كون الله الكيان المفرد الذي عُرف بالخير. هذا يعني إن مفهوم الإيمان بالإله الشرير يتخلى عن سمة أساسية في التوحيد عبر التاريخ.
كتب آرثر شوبنهاور: «هذا العالم ليس من الممكن أنه كان عملاً خيّرًا، بل شيطانًا جلب معه المخلوقات إلى الوجود من أجل إرضاء نفسه برؤية آلامهم». ومن جهةٍ أخرى، ناقش نقاد مذاهب كالفن في مسألة القضاء والقدر في كثير من الأحيان أن عقائد كالفن لم تنجح في تجنب وصف الله بأنه «مؤلّف الشر».
كرّس الكثير من اللاهوتيين ما بعد المحرقة ولا سيما في الدوائر اللاهوتية اليهودية أنفسهم لإعادة التفكير في صلاح الله، ومثالًا على ذلك كتاب ديفيد ر. بلومنتال وهو مؤلف كتاب مواجهة الإساءة الإلهية، وجون ك. روث الذي قال في مقالته عن اللاهوتية:
{{اقتباس|كل شيء يتوقف على الإقتراح القائل بأن الله يمتلك القوّة ولكنه يفشل في استخدام ما يكفي منها للتدخل بشكل حاسم في أي لحظة لجعل مسار التاريخ أقل هدرًا. وهكذا، فإن هذا الإله مذنب دومًا وينطلق ذنبه من الإهمال الكلي إلى القتل الجماعي. بقدر ما يولد الناس ولديهم القدرة والقوة على القيام بأشياء شريرة، فإن الفضل في ذلك يعود إلى الله.

## الإله الخادع
مفهوم الإله الخادع هو إحدى المفاهيم الديكارتية. اتُهم ديكارت بإهانة الله في عام 1643، واتهمه العديد من علماء اللاهوت باعتباره الله كمخادع وصرّحوا بأن هذا الموقف هو موقفٌ مخالفٌ لعظمة الله. كان ديكارت مهددًا بإدانة آرائه من قبل المجتمع الكنسي، ولكن مُنع ذلك بناءً على طلب السفير الفرنسي سيرفيني.
ذكرت الإتهامات ضد ديكارت مشيرةً إلى أحد المقاطع التي كتبها في كتابه  «التأمل الأول»إفتراضه أنه لا يرجّح فكرة الله الأمثل بل يرجح فكرة الشيطان الشرير. كان رد ديكارت على الإتهامات هو أنه في هذا المقطع كان يقارن بين فكرة «الله الطيب الأعلى ومصدر الحقيقة من ناحية، والشيطان الخبيث من ناحيةٍ أخرى».
لم يكن قصد ديكارت في وصفه للشيطان بأنه كلّي القدرة حيث أكد على فكرته في أنه ليس من الضروري إذا وصفنا الشيطان بصفات مرتبطة بالإله أن نكون قد جعلناه إلهًا حقيقي.
ينص كتاب ديكارت إلى أنه من الضروري البحث عن إله، وإذا وجدت هذا الإله يجب عليك أن تعرف ما إذا كان مخادعًا لأنه إذا كان مخادعًا فلن يكون إله بل سيكون الشيطان بذاته. يقول ديكارت أيضًا أن القوانين الرياضية والهندسية هي قوانين ثابتة وحقيقية يصل إليها عقل الإنسان وإن الله لم يخدعنا فيها لأنه وهبنا هذه الملكة للوصول إليها. يؤكد العلماء أن ديكارت لم يقدم في الواقع افتراضًا جديدًا بل كان مجرد برهانٍ لدعم فكرته بعبارات لا يمكن أن تكون مسيئة للإله.
تحدث عالم الرياضيات غريب الأطوار الذي يدعى بول إردوس عن مفهوم الإله الخادع بطريقةٍ مضحكة عندما لقّب الله بلقب «الفاشي الأعلى»، وأنه يخفي الأشياء عمدًا بدءاً من أشياء الناس كالجوارب والجوازات والبراهين الرياضية الكبيرة والمهمة. ذكر بول أيضًا مثال آدم وحوّاء وقصة شجرة التفاح السامّة.

## الكتاب المقدس
هناك العديد من الأمثلة على مفهوم الإله السيئ في الإنجيل والتي يشار إليها أحيانًا على أنها حجج للإلحاد ومعظمهم من أسفار موسى الخمسة. هناك استثناء ملحوظ هو سفر أيوب، وهو دراسة كلاسيكية لحالة اللاهوت حيث يمكن مناقشتها للتحدث بوعي عن إمكانية وجود مفهوم الإله السيئ.
كتب توماس باين في كتابه بعنوان The Age of Reason"": "كلما قرأنا القصص البذيئة، والفاحشة الشهوانية، الإعدامات القاسية والتعذيبية، والإنتقام الشديد الذي يمتلئ الإنجيل بهم، سيكون من المناسب أكثر أن نسميه شيطان بدلًا من إله. لكن وجهة نظر باين كانت دينية منحازة.
يحتوي العهد الجديد على إشارات إلى «إله شرير» وتحديدًا «أمير هذا العالم»، أو «إله هذا العالم» الذي «أعمى عقول الرجال».  يرى اللاهوت المسيحي السائد هذه اللألقاب كإشارة للشيطان، لكن الغنوصيين، والمرقيونيين، والمانويين رأوا أن هذه الإشارات مرتبطة بالرب نفسه.

## كره الرب في الفن والأدب
يمتلك كل من المفهومين «كره الرب» و «الإله السيئ» تاريخًا طويلاً في الفنون والأدب. يقول شوايزر في كتابه «كره الله»: القصة التي لم تُحكى عن كره الرب والإله الشرير هي مكرسة للحديث عن هذا الموضوع.
تتبع شوايزر موسوعة «تاريخ الأفكار» عن مفهوم كره الرب من سفر أيوب من خلال الأبيقوريون وشفق الوثنية الرومانية إلى الربوبية، والأناركية، والفلسفة النيتشية، والنسوية، والإنسانية المتطرفة.
كانت الشخصيات الأدبية الرئيسية في دراسته هي بيرسي شيلي، ألغرنون سوينبورن، زورا نيلي هيرستون، ريبيكا ويست، إيلي فيزل، بيتر شيفر، وفيليب بولمان. يقول شوايزر بأن الأدب هو الوسيط المفضل للتعبير عن كراهية الله لأن الإمكانيات الإبداعية للأدب تسمح للكتّاب بتحرير أنفسهم من كره الرب بينما يخفون كفرهم بشكل مبتكر.
تشمل الأمثلة الأخرى ما يلي:
- كتاب غوته بعنوان «بروميثيوس».
- عتاب ماركيز دي ساد.[9]
- قصيدة إميلي ديكنسون التي تصور فيها الله على أنه يوافق على المعاناة في العالم.
- كتاب مارك توين ضد الإله.
- إيفان كارامازوف ووصف رفض الله من وجهة نظرمفهوم الإله الشرير، وناقش بيتر فوسل أيضًا هذه الفكرة في مقاله بعنوان «الضرورة الأخلاقية للثورة ضد الله».

## في الشعر والدراما
تعبر الشخصيات في العديد من مسرحيات تينيسي ويليام عن المواقف المؤمنة بالإله الشرير بما في ذلك القس تي لورنس شانون في مسرحية «ليلة الإغوانا» تساؤلات روبرت فروست في قصيدته بعنوان «تصميم» (Design) كيف كان للإله أن يخلق الموت إذا كان خيراً.
في مسرحية الكاتب اليهودي إيلي فيزل «محاكمة الله» التي يقول فيها:

### الأدب الحديث
يشارك العديد من المؤلفين غير اليهود في مخاوف ويزل حول طبيعة الله بما في ذلك سلمان رشدي في كل من روايتيه «آيات شيطانية» و «شاليمار المهرج»، وآن بروفوست في كتابها «في ظل السفينة» المقتبس من الإنجيل، وتقول:

### الخيال التخميني
يقدم هذا النوع عدداً من الأعمال الخيالية التخمينية التي تُظهر مفهوم الإله الشرير. وصف هارلان إليسون في سبعينات القرن العشرين  كلمة "dystheism" بأنها جزء من كليشيهات خيال علمي. تعامل إليسون بنفسه مع مجموعة قصص "The Deathbird"، وهي مجموعةٌ مبنيةٌ بشكلٍ كبير على موضوع آلهة العصر الحديث الحاقدة.
يروي فيلم "Evensong" للمخرج ليستر ديل ري قصة الله الهارب الذي يطارده الكون عبر إنسانية انتقامية تسعى إلى «وضعه في مكانه». " Faith of Our Fathers" وهو أيضا من نفس المختارات لفيليب ديك. يتميز هذا الفلم برؤية مرعبة لكيان هو ربما الإله الذي يريد كل شيء وغير أخلاقي.
قدمت ثلاثية فيليب بولمان التي سبق ذكرها بعنوان " His Dark Materials" موضوع إله مهمل أو شرير إلى جمهور أكبر كما هو مبين في فيلم عام 2007 «البوصلة الذهبية» على أساس أول كتاب لهذه الثلاثية.
عرض المسلسل الأصلي من "Star Trek" موضوعات مرتبطة بمفهوم الإله السيئ ,يعتبر هذا تضخيم لعدم الإيمان بالرب خصوصًا في فلم " Who Mourns for Adonais" الذي يقول فيه الكابتن جيمس كيرك لأبولو أن «البشرية ليست بحاجة إلى الآلهة، فلنجد الشخص المناسب تمامًا».
كتاب روبرت أيه هاينلين «كوميديا العدالة» الذي يتعلق في الغالب بالمؤسسات الدينية.
فلم "Prisoners" الذي أُصدر في عام 2013 ويتحدث عن قصة عائلة تفقد إيمانها بالله بعد موت ولدهم في إحدى الأمراض. يبدأ الزوجين بإختطاف أولاد الأهالي الآخرين من أجل الإنتقام وجعلهم يتوقفون عن الإيمان به. توضح الفكرة أن فقدان الإيمان بالله يجعلنا متوحشين.

### الموسيقى الشعبية
«كره الرب» هو ألبوم أصدر في عام 2008 من فرقة غوراث البلجيكية التي تغني نمط الميتال. إن حالة الإيمان بالإله السيئ شقت طريقها إلى الموسيقى الشعبية وأظهرت نفسها في أغاني مثيرة للجدل مثل "Dear God" من قبل فرقة XTC والتي غنتها لاحقًا سارة ماكلاتشلان، و "Blasphemous Rumors" التي كتبها Depeche Mode، وتحكي قصة فتاة مراهقة حاولت الإنتحار ولكنها نجت وكرّست حياتها إلى الله. ماتت بعد ذلك الفتاة في حادث سيارة.
يمثّل إخراج مؤلف الأغاني والملحن راندي نيومان الحائز على جائزة الأوسكار العديد من الأغاني التي تعبر عن وجود الإله السيئ بما في ذلك الأغنية الساخرة "He Gives Us All His Love". في الأغنية الأخيرة، يتحسّر نيومان على عبثية التعامل مع الله الذي ينظر إلى موقفه تجاه الإنسانية على أنه احتقار وقسوة.
تقترح أغنية God Made"" لأندرو جاكسون جهاد فكرة الكره وتملك كراهية ضمنية لله. وبشكل أكثر تحديدًا، فإن أغنيتهم " Be Afraid of Jesus" تدور حول المسيح المنتقم رغم أن هذا قد يكون نقدًا لخطاب يدل على كرهه للمؤسسات الدينية.
اعتمدت العديد من فرق الميتال الأمريكية مثل فرقة ""Deicide و "Morbid Angel"، و "Mayhem"، ""Emperor، و "Gorgoroth"، و "Darkthrone"  على مفهوم كره الإله كقاعدة لكلماتهم في التسمية والمعنى.

### الفن الحديث
في عام 2006، قام الفنان الأسترالي أرشي مور بإنشاء منحوتة ورقية تسمى «مالثية». رُشحت المنحوتة لجائزة تلسترا للفنون عام 2006. وكان الهدف من هذه القطعة هو تمثيل كنيسة مصنوعة من صفحات كتاب"Deuteronomy" :